# Беттертон (Меріленд)
Беттертон (англ. Betterton) — місто (англ. town) в США, в окрузі Кент штату Меріленд. Населення — 286 осіб (2020).

## Географія
Беттертон розташований за координатами 39°22′2″ пн. ш. 76°4′21″ зх. д. / 39.36722° пн. ш. 76.07250° зх. д. (39.367085, -76.072577).  За даними Бюро перепису населення США в 2010 році місто мало площу 2,58 км², з яких 2,56 км² — суходіл та 0,02 км² — водойми.

## Демографія
Згідно з переписом 2010 року, у місті мешкало 345 осіб у 156 домогосподарствах у складі 88 родин. Густота населення становила 134 особи/км².  Було 317 помешкань (123/км²).
Расовий склад населення:
| - 92,5 % — білих - 2,9 % — чорних або афроамериканців - 0,9 % — корінних американців - 0,6 % — азіатів - 1,7 % — осіб інших рас |

До двох чи більше рас належало 1,4 %. Частка іспаномовних становила 2,9 % від усіх жителів.
За віковим діапазоном населення розподілялося таким чином: 18,6 % — особи молодші 18 років, 65,5 % — особи у віці 18—64 років, 15,9 % — особи у віці 65 років та старші. Медіана віку мешканця становила 46,9 року. На 100 осіб жіночої статі у місті припадало 97,1 чоловіків;  на 100 жінок у віці від 18 років та старших — 95,1 чоловіків також старших 18 років.
Середній дохід на одне домашнє господарство  становив 54 799 доларів США (медіана — 42 500), а середній дохід на одну сім'ю — 57 254 долари (медіана — 43 750). За межею бідності перебувало 20,6 % осіб, у тому числі 37,3 % дітей у віці до 18 років та 0,0 % осіб у віці 65 років та старших.
Цивільне працевлаштоване населення становило 120 осіб. Основні галузі зайнятості: освіта, охорона здоров'я та соціальна допомога — 18,3 %, науковці, спеціалісти, менеджери — 17,5 %, роздрібна торгівля — 11,7 %, публічна адміністрація — 11,7 %.